# Opowieści weekendowe: Niepisane prawa
Opowieści weekendowe: Niepisane prawa – polski film obyczajowy z roku 1996 w reżyserii Krzysztofa Zanussiego.

## Fabuła
Czarek jest młodym kierowcą, który podejmuje pracę w firmie Haliny - silnie rządzącej kobiety biznesu. Wkrótce okazuje się, że uczciwość i sumienność firmy Haliny to tylko pozory.

## Obsada
- Piotr Szwedes – Czarek
- Krystyna Janda – Halina
- Maciej Wierzbicki – Marian
- Kinga Preis – Jola, żona Czarka
- Paweł Burczyk – kelner
- Katarzyna Skarżanka – Basia, sekretarka Haliny
- Artur Bartos – dozorca
- Ewa Woszczyńska – Służąca Haliny
- Krzysztof Kiersznowski – recepcjonista